# Fantasia per a violí i piano (Schubert)
Franz Schubert va compondre la seva Fantasia (en alemany: Fantasie; en francès: Fantaisie) en do major per a violí i piano, op. 159, D. 934, el desembre de 1827. Va ser la darrera de les seves composicions per a violí i piano, i va ser estrenada el gener de 1828 pel violinista Josef Slavík i la pianista Carl Maria von Bocklet al Landhaussaal de Viena.
El difícil treball era "calculat per mostrar la tècnica virtuosa [al violí] de Slavík" i és exigent per als dos instruments. Segons el pianista Nikolai Lugansky, la fantasia "és la música més difícil mai escrita per al piano" i "més difícil que tots els concerts [de piano] de Rakhmàninov".